# Régional 1
La Régional 1, anteriormente División de Honor, es el nombre genérico común de las competiciones de liga de fútbol de más alto nivel organizadas por cada una de las 13 ligas regionales de Francia. Juntas, estas competiciones de liga sirven como la sexta división del sistema de liga de fútbol francés, promoviendo a los clubes al Championnat National 3, sujeto al cumplimiento de ciertos criterios.
Cada región administra su propia liga según sus propias reglas y es libre de darle su propio nombre a su División de Honor.
Algunos clubes que participan en la liga son semiprofesionales. La competición está abierta a los equipos de reserva o de academia clasificados de todos los clubes cuyo primer equipo participe en un nivel superior en el sistema de liga.
Antes de la formación de un Championnat de France Amateur en 1927, las ligas de División de Honor eran el nivel más alto de competición liguera en Francia, y desde 1932 (cuando el Championnat de France Amateur se convirtió para convertirse en la principal liga profesional) hasta la formación de la Liga Nacional en 1970 siguieron siendo el nivel más alto del fútbol amateur.
El nombre también se da a las competiciones de liga de fútbol de más alto nivel en los territorios franceses de ultramar de Guadalupe , Guayana Francesa, Martinica, Mayotte y Reunión.

## Ligas extranjeras
A la CONCACAF están asociadas la Liga Guadalupeña, la Liga de la Guayana Francesa y la Liga Martinicana.
La Liga Reunión está asociada a la CAF y la Liga Mayotte es una liga no afiliada.

## Grupos para la temporada 2023-24

### Liga de Auvernia-Ródano-Alpes

#### Grupo A
- Blavozy
- Clermont Foot III
- Clermont Saint-Jacques
- AS Domerat
- FC Espaly
- AS Moulins
- Moulins Yzeure Foot II
- FC Riom
- US Saint-Georges
- FC Velay
- RC Vichy
- CS Volvic
- Ytrac Foot

#### Grupo B
- FC Aix-les-Bains
- FC Bourg-en-Bresse II
- Chassieu Décines
- Cluses-Scionzier
- FC Échirolles
- US Feurs
- Grenoble Foot II
- FC Limonest Saint-Didier II
- Monts d'Or Azergues Foot II
- UMS Montélimar
- Olympique de Valence
- FC Rhône Vallées
- Salaise/Sanne
- Thonon Évian

### Liga Borgoña-Franco Condado

#### Grupo A
- AJ Auxerre III
- Auxerre Stade
- Avallon FCO
- FC Chalon
- US Charitoise
- US Cosne
- Fauverney Rouvres
- IS-Selongey
- UF Mâcon
- USC Paray
- FC Paron
- AS Quetigny
- AS Saint-Apollinaire
- Sud Nivernais Imphy Decize

#### Grupo B
- AS Baume-les-Dames
- AS Belfort Sud
- Racing Besançon II
- Bresse Jura Foot
- FC Champagnole
- FC Grandvillars II
- Jura Sud Foot II
- RC Lons le Saunier
- Louhans-Cuiseaux FC II
- CA Pontarlier II
- US Saint-Vit
- FC Vesoul
- 4 Rivières 70

### Liga de Bretaña

#### Grupo A
- Chateaulin FC
- US Concarneau II
- SM Douarnenez
- GDS Guipavas
- US La Montagne
- CEP Lorient
- Loudeac OSC
- SP Milizac
- Stade Plabennécois II
- Kériolets de Pluvigner
- GSI Pontivy II
- EA Saint-Renan
- Séné FC
- Vannes OC II

#### Grupo B
- FC Atlantique Villaine
- FC Breteil Talensac
- OC Cesson
- Dinan-Léhon FC II
- FC Guipry-Messac
- Lamballe FC
- US Langueux
- SC Le Rheu
- Plancoet Aguenon FC
- US Quessoy
- US Saint-Malo II
- AS Vignoc Hédé Guipel
- AS Vitré II

### Ligue Centre-Val-de-Loire
- J3S Amilly
- SC Azay Chenillé
- Blois Football 41 II
- AS Portugais de Bourges
- C'Chartres Football III
- Chambray FC
- FC Deols
- AS Saint-Amand-Montrond
- FC Saint-Georges-sur-Eure
- FC Saint-Jean-le-Blanc
- Tours FC II
- SF Vileuil

### Ligue de Corse
- AFA FA
- GFC Ajaccio II
- FC Bastelicaccia
- ÉF Bastia
- AJ Biguglia
- US Bocognano Gravona
- AS Casinca
- USC Corte
- AS Furiani Aglia II
- Gallia Club Lunel
- US Ghisonaccia
- AS Nebbiu Conca d'Oru
- AS Porto-Vecchio
- FC Sainte-Lucie

### LigueAlsacia-LorenayChampaña

#### Grupo A
- AS Asfeld
- AS Avize Grauves
- FC Bogny
- RCDS La Chapelle
- FC Cormontreuil
- US Eclaron
- RC Épernay Champagne
- FC Métropole Troyenne II
- FC Nogentais
- EF Reims Sainte-Anne
- Rethel Sporting Football
- FC Saint-Mesmin
- CS Sedan Ardennes II
- SA Sézannais

#### Grupo B
- Bar-le-Duc FC
- CA Boulay
- RC Champigneulles
- US Forbach
- Jarville JF
- Lunéville FC
- APM Metz
- AS Nancy-Lorraine II
- AS Pagny-sur-Moselle
- Saint-Avold
- FC Thionville
- fr
- US Vaux-sur-Blaise
- ES Villerupt Thil

#### Grupo C
- Bischheim Soleil FC
- SR Colmar
- AS Erstein
- FC Geispolsheim
- ES Golbey
- FC Hagenthal Wentzwiller
- FCSR Haguenau II
- FC Hegenheim
- ASIM Illzach
- FC Obermodern
- US Reipertswiller
- FC Sarrebourg
- FCE Schirrhein
- FC Strasbourg Kronenbourg

#### Grupo A
- OS Aise
- CS Avion
- Stade béthunois
- US Camon
- USL Dunkerque II
- US Gravelines
- ESC Longueau
- FC Loon-Plage
- AS Marck
- US Noeux
- ASF Outreau
- US Saint-Omer
- US Tourcoing FC
- Wasquehal Football

#### Grupo B
- AC Chambray
- US Chantilly
- US Chauny
- AFC Compiegne
- US Guignicourt
- SC Hazebrouck
- FC Itancourt Neuville
- US Laon
- US Lesquin
- USSM Loos
- US Nogent
- US Roye-Noyon
- FC Saint-Amand-les-Eaux
- USM Senlis

#### Liga Méditerranée
- SPC Berre
- AS Cagnes-le-Cros
- ES Cannet-Rocheville
- FC Carnoux
- US Carqueiranne
- SPC Courthezon
- ES Fos-sur-Mer
- Marignane Gignac FC II
- Stade marseillais
- ROS Rapid_de_Menton
- FC Rousset SVO
- AS Sainte-Maxime
- Salon Bel Air Football
- SC Toulon II

#### Grupo A
- FC Argentan
- Bayeux FC
- ASPTT Caen
- SU Dives-Cabourg
- JS Douvres
- US Ducey-Isigny
- fr
- US Granville II
- OS Maladerie
- USON Mondeville
- US Saint-Lô-Manche
- AS Tourlaville

#### Grupo B
- FUSC Bois-Guillaume
- AST Deauville
- AL Deville-Maromme
- CSSM Le Havre
- AS Madrillet-Château-Blanc
- US Mesnil-Esnard Franqueville
- CMS Oissel II
- O Pavillon
- Romilly Pont-Saint-Pierre
- FC Rouen II
- Stade Sotteville
- AC Yvetot